# Taijiang, Fuzhou
Taijiang är ett stadsdistrikt inom provinshuvudstaden Fuzhou i provinsen Fujian i sydöstra Kina.  
Taijiang är indelat i tio stadsdelsdistrikt.
Stadsdelsdistrikt (jiedao):

- Aofeng (鳌峰街道)
- Cangxia (苍霞街道)
- Chating (茶亭街道)
- Houzhou (后洲街道)
- Ninghua (宁化街道)
- Shanghai (上海街道)
- Xingang (新港街道)
- Yangzhong (洋中街道)
- Yingzhou (瀛洲街道)
- Yizhou (义洲街道)